# Max Guther (Illustrator)
Max Guther (* 1992 in Darmstadt) ist ein deutscher Illustrator. Er schuf Illustrationen für Unternehmen wie Balenciaga, Esquire, GQ, The New York Times, The New Yorker, Wired. In seinen Arbeiten verwendet eine isometrische Perspektive. Bekannt für seine „hyperrealen Porträts alltäglicher Stereotype“.

## Biografie
Von 2012 bis 2017 studierte er Kommunikationsdesign an der Fachhochschule Mainz. Danach absolvierte er ein Praktikum im Berliner Designstudio Hort.
Guthers Stil basiert auf den isometrischen Darstellungen von Architekten und Bauhaus-Designern wie Walter Gropius und Herbert Bayer. Er zitiert auch Miniaturtische von Roland Reis und Fotografen David Gomez Maestre und Maria Shvarbova für die Verwendung von Farbe. Guther behauptet, die Isometrie gewählt zu haben, weil man „von oben auf das Geschehen herabblicken und so eine allsehende Beobachtungsposition schaffen kann“.
Guther war anfangs von Architektur fasziniert, änderte dann aber seine Richtung und wollte mehr Möglichkeiten für Kreativität nutzen.
Guther verwendet Photoshop, Illustrator und Blender, um Werke zu erstellen. Vor der Bearbeitung erstellt er digitale Collagen aus Fotografien und Texturen. 
Viele nennen Guthers Illustrationen „hyperreale Sims“, analog zu dem populären Computerspiel Die Sims. Eine Ähnlichkeit findet sich auch in den in den Werken abgebildeten Themen. In der Regel handelt es sich dabei um alltägliche Situationen – bei der Arbeit, am Esstisch oder in der Nähe des Pools. Der Illustrator selbst sagt, dass er einen solchen Hinweis nie angedeutet hat.
2018 wurde er in den Young Guns 16 aufgenommen. Dies ist ein internationaler Portfolio-Wettbewerb, bei dem jedes Jahr dreißig der besten jungen Vertreter kreativer Berufe unter 30 Jahren ausgewählt werden.